# Guillaume Cornelius
Guillaume Cornelius ou Willem Corneliez est un chanoine d'Anvers anticlérical et hérétique. 

## Thèses
En 1250 il propage des thèses hérétiques : selon lui le pêché est annulé par la condition de pauvreté mais le riche, lui, ne sera jamais sauvé. Les pauvres peuvent, sans craindre pour leur salut, s'emparer de la propriété des riches. De ce fait, les membres du clergé qui ne sont pas pauvres ne doivent pas être obéis. Comme Tanchelm d'Anvers avant lui, il profite des agitations en 1243 qui opposent le peuple - notamment le milieu tisserand dans lequel il a de l'emprise - aux évêques de Cambrai dont dépend la ville. 

## Tendances
Cornelius prône des thèses nouvelles aussi en matière sexuelle : la fornication n'est plus un péché dans l'état de pauvreté, les péchés contre nature ne sont pas des péchés, et l'homme ne doit pas connaître son épouse lorsqu'elle est enceinte et pas plus de trois fois par semaine en temps normal. Pour Raoul Vaneigem ce dernier point est un signe de relative libération de la femme d'une sexualité subie, d'un "affinement de l'amour". On peut faire le parallèle avec les thèses sur le mariage librement consenti que prônent Pierre de Bruys, Henri du Mans ou encore Tanchelm d'Anvers. 
Les thèses de Cornelius sont aussi clairement orientées vers la défense des pauvres urbains contre les riches. Cette hérésie a une forte dimension sociale.

## Répression
Pour Martin Erbstösser, l'hérésie serait restée dans l'ombre jusque quatre ans après la mort de Cornelius, survenue elle en 1253. Sa dépouille aurait ensuite été déterrée et brûlée. Pour Raoul Vaneigem, la répression est déjà en route depuis 1248, menée par Guyard de Laon, évêque de Cambrai, et sous la pression des dominicains. En 1249 le nouvel évêque Nicolas des Fontaines organise et finance la répression sur ses deniers propres. C'est lui qui fait déterrer et brûler le corps de Cornelius en 1257, sans pour autant parvenir à vaincre les partisans de Cornelius. En 1280, les dominicains sillonnent encore le Brabant avec l'appui du duc Jean dans le but d'éradiquer le mouvement.

### Sources
- Raoul Vaneigem, La résistance au christianisme, Fayard, 1993, p.295-6
- Martin Erbstösser, Les hérériques au Moyen Âge, Les presses du Languedoc, 1984, p.169-171
- Michel Onfray, Contre-histoire de la philosophie, vol. 2 : Le Christianisme hédoniste, Grasset, 2006 [détail de l’édition], p.99-101